# Матеус Зойтер

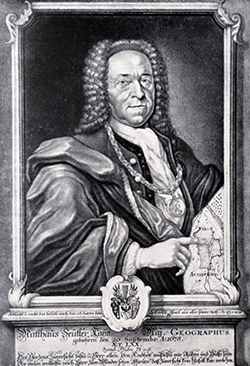
Матеус Зойтер

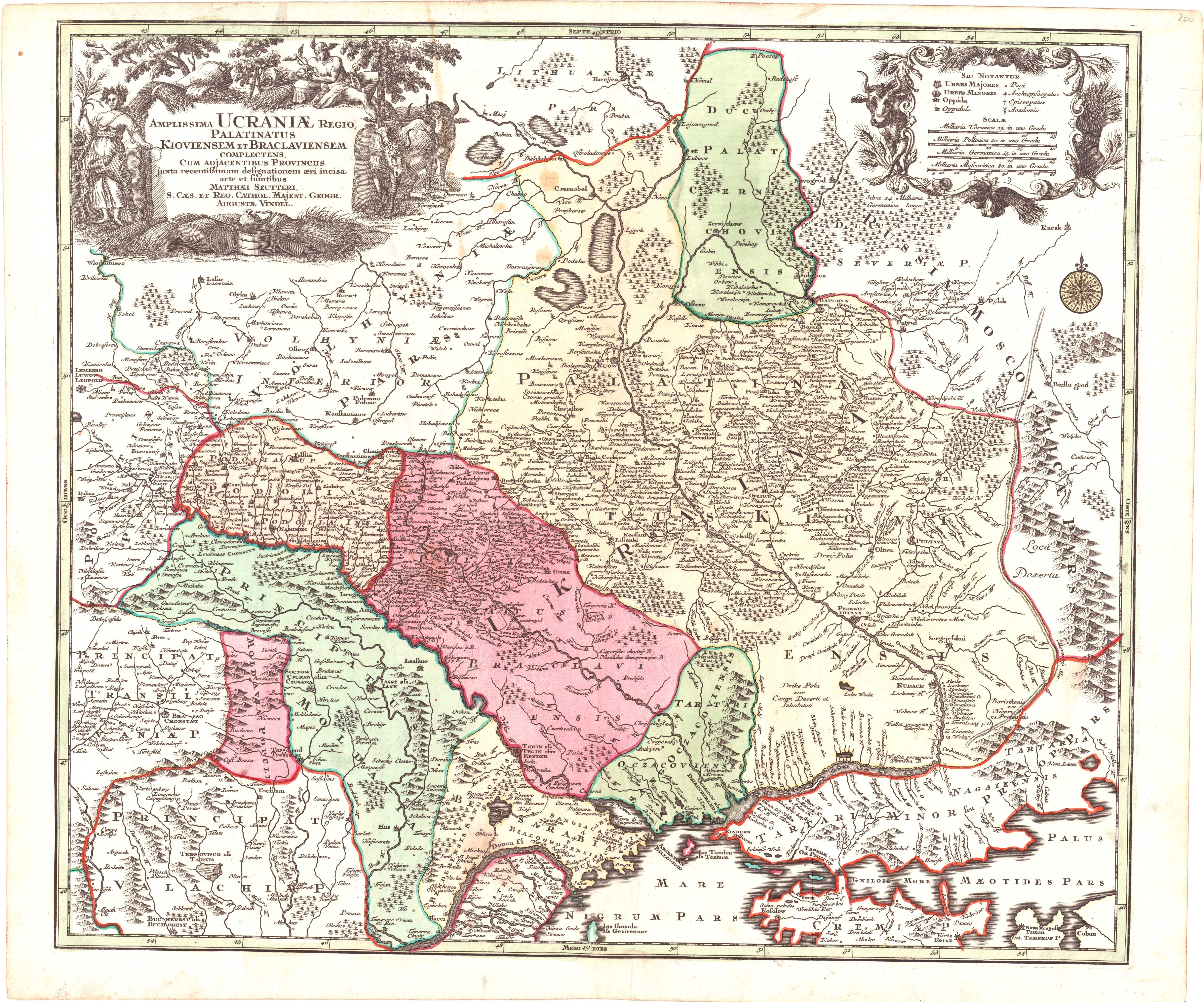
«Карта найобширнішого українського королівства з Київським і Брацлавським воєводствами та прилеглими провінціями», видана коштом Матеуса Зойтера, 1742 р.

Матеус Зойтер (* 1678 — † 1757) (нім. George Matthäus Seutter) — німецький видавець і географ, народився 1678 року в Аугсбурзі, там і проживав. Працював разом з Йоганом Баптісто Гоманном, перейнявши досвід створив свій власний успішний картографічний бізнес. Разом зі своїм пасинком Конрадом Лоттером, опублікували в 1741 році «Atlas novus sive tabulae geographicae totius orbis» — колекція планів міст. Помер в 1757 році.